# Alma Lusa
Alma Lusa fue un grupo de música portugués. Conocidos principalmente por su participación en el Festival de la Canción de Eurovisión 1998.
Alma Lusa fue creado específicamente para participar en el Festival RTP da Canção, donde vencieron con el tema "Se eu te pudesse abraçar" (Si yo te pudiese abrazar), compuesto por el músico José Cid.
El grupo estaba formado por la cantante Inês Santos, por Carlos Jesus (guitarra portuguesa), Henrique Lopes (percusión), Carlos Ferreirinha (cavaquinho), Pedro Soares (gaita) y José Cid (acordeón y coros).
El tema acabó en el 12º lugar en el Festival de la Canción de Eurovisión 1998 realizado en Birmingham, Inglaterra.
El tema no fue lanzado en formato sencillo, existiendo únicamente un disco promocional editado por la RTP. Jósé Cid grabó una versión del tema para la banda sonora de la telenovela "Terra Mãe".
Inês Santos había colaborado anteriormente en las grabaciones de "Pelos Direitos do Homem" de José Cid.